# Gudo Visconti
Gudo Visconti é uma comuna italiana da região da Lombardia, província de Milão, com cerca de 1.309 habitantes. Estende-se por uma área de 5 km², tendo uma densidade populacional de 262 hab/km². Faz fronteira com Gaggiano, Vermezzo, Zelo Surrigone, Morimondo, Rosate.

## Demografia
| Variação demográfica do município entre 1861 e 2011                               |
|                                                                                   |
| Fonte: Istituto Nazionale di Statistica (ISTAT) - Elaboração gráfica da Wikipedia |